# Mormaer de Moray

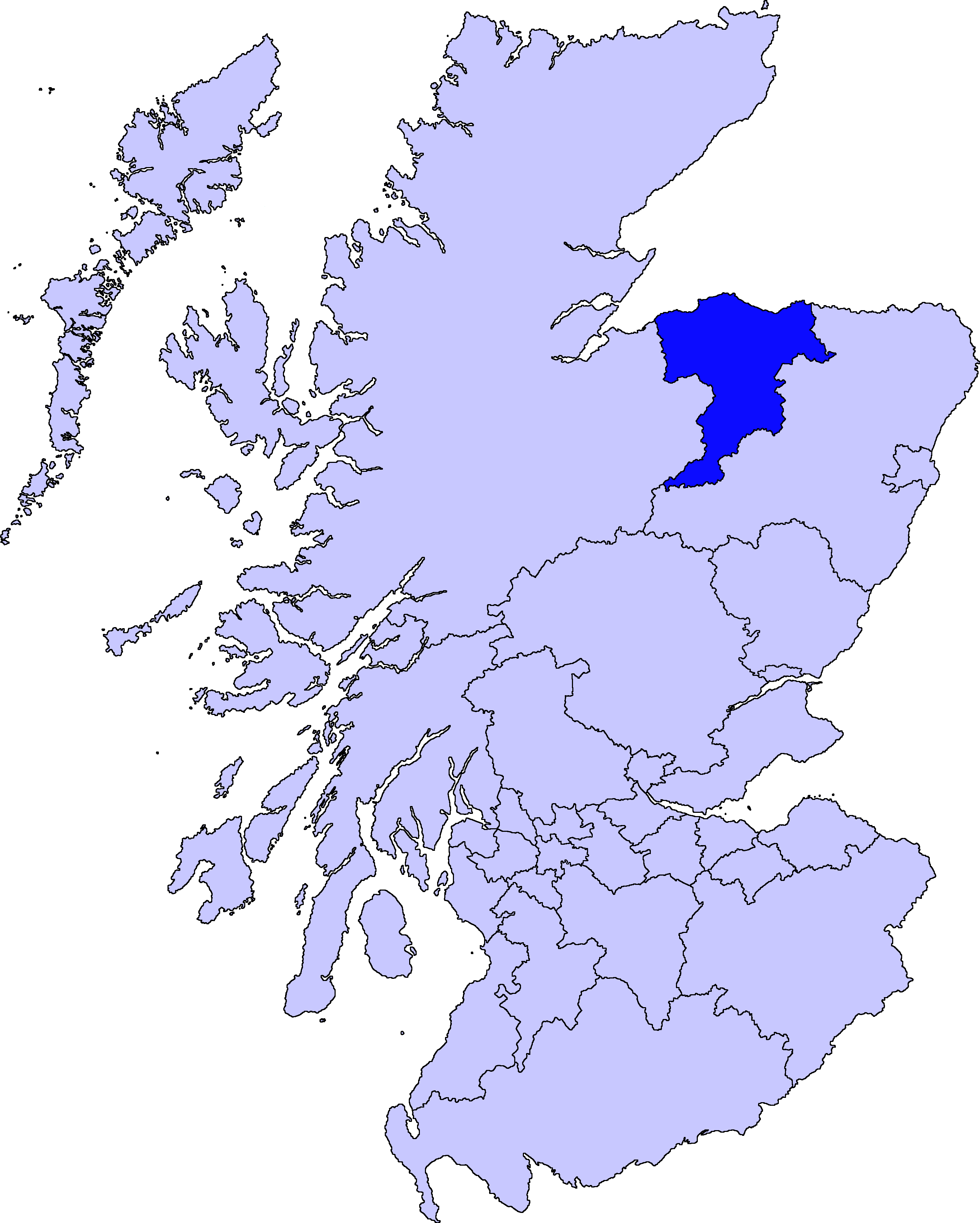
Mormaer de Moray

Le Mormaerdom ou Royaume de Moray (gaélique : Moréb ou Moireabh) est une seigneurie d'Écosse au Haut Moyen Âge qui fut démantelée par le roi David Ier d'Écosse en 1130. Il ne recouvrait pas exactement le même territoire que l'actuel council area de Moray. Cette seigneurie médiévale était en fait centrée autour de la vallée de la Spey et d'Inverness et de la partie nord du Great Glen, et incluait probablement à l'origine Buchan et Mar, ainsi que Ross.

## Historique
Les Mormaers de cette province, parfois considérée comme un royaume, étaient issus d'une lignée qui faisait remonter ses origines à Loarn mac Eirc le fils de fondateur du royaume de Dalriada.  Au Xe siècle et XIe siècle ils constituaient ce que Alex Woolf désigne comme le  « Clann Ruaidri » à qui les Annales irlandaises  accordaient occasionnellement le titre de roi (gaélique  rí Alban  )  et qui entretenait  des relations conflictuelles avec le royaume d'Alba. 
La « Chronique des Rois d'Alba »  et Les  Chroniques de Melrose  indiquent que le roi  Dubh est tué par les « Hommes de Moray » en 966 à  Forres, localisé dans le  Moray . 
La lignée des Mormaers de Moray s'achève  avec Mael Snechta mac Lulaich  le fils de Lughlagh mac Gille Chomghain qui avait succédé pendant trois mois à son beau-père Macbeth Ier  d'Écosse comme roi d'Écosse .
Oengus le « fils de la fille de Lulach » (gaélique Oenghus m. ingine Luluigh ) est vaincu et tué avec 4 000 de ses hommes en 1130  au début du règne de David Ier d'Écosse.  Après la disparition du « Comes »  William fitz Duncan qui aurait épousé une parente d'Oengus, le Moray fut le théâtre des révoltes des MacHeth  et des descendants de Donald MacWilliam qui ne furent définitivement éliminés qu'en 1230.

## Liste des Mormaers de Moray
- vers 960  : Ruairaidh mac Domnall
- vers 990-1020 : Findláech mac Ruaidrí († 1020)
- 1020-1029 :Máel Coluim mac Maíl Brigti († 1029)
- 1029-1032 Gille Coemgáin mac Maíl Brigti († 1032)
- 1032-1057 :Mac Bethad mac Findláich, roi d'Écosse (1040–1057)
- 1057-1058 Lulach mac Gille Coemgáin roi d'Écosse (1057-1058)
- 1058-1078 Máel Snechtai mac Lulaich († 1085)
- 1078-???? : Aedh ou Heth
- ????-1130 : Óengus († 1130)
- après 1130-1147 [5] :William fitz Duncan « Comes ».

## Généalogies comparatives des Mormaers de Moray et de Máel Coluim (II) mac Cináed
| Généalogie de Máel Snechtai | Généalogie de Macbethad                                         | Généalogie de Máel Coluim II |
| --- | --------------------------------------------------------------- | --- |
| - Máel Snechtai - Lulach - Gille Comgáin - Máel Brigte - Ruadrí - Domnall - Morggán - Cathamal - Ruadrí - Ailgelach - Ferchar - Feradach - Fergus - Nechtan - Colmán - Báetán - Echdach - Muiredach - Loarn (éponyme du Cenél Loairn) - Ercc - Echdach Muinremuir | - Macbethad - Findláech - Ruadrí - Domnall - Morggán - Cathamal | - Máel Coluim - Cináed - Máel Coluim - Domnall - Causantín - Cináed - Alpín - Eochaid - Áed Find - Domangard - Domnall Brecc - Eochaid Buide - Áedan - Gabrán (éponyme du Cenél nGabráin) - Domangard - Fergus (Mór) - Ercc - Echach Muinremuir Genealogies from Rawlinson B 502 |

### Sources primaires
- Anderson, Alan Orr, Early Sources of Scottish History: AD 500-1286, 2 Vols, (Edinburgh, 1922)
- Anderson, Alan Orr, Scottish Annals from English Chroniclers: AD 500-1286, (London, 1908), republished, Marjorie Anderson (ed.) (Stamford, 1991)

### Sources secondaires
- (en) Alex Woolf  The Moray Question and the Kingship of Alba in the Tenth and Eleventh Centuries The Scottish Historical Review  Volume LXXIX 2 n°208 october 2000
- (en) Anderson, Marjorie O., Kings and Kingship in Early Scotland, (Edinburgh, 1973)
- (en) Grant, Alexander, "The Province of Ross and the Kingdom of Alba" in E.J. Cowan and R.Andrew McDonald (eds.) Alba: Celtic Scotland in the Medieval Era, (Edinburgh, 2000)
- (en) Jackson, Kenneth (ed), The Gaelic Notes in the Book of Deer (The Osborn Bergin * Memorial Lecture 1970), (Cambridge (1972)
- (en) Benjamin T. Hudson, Kings of Celtic Scotland, (Westport, 1994)
- (en) John L. Roberts, Lost Kingdoms: Celtic Scotland in the Middle Ages, (Edinburgh, 1997)
- (en) Alex Woolf, "Dun Nechtain, Fortriu and the Geography of the Picts", Scottish Historical Review 85(2006), 182-201.